# アバディーン・アンガス

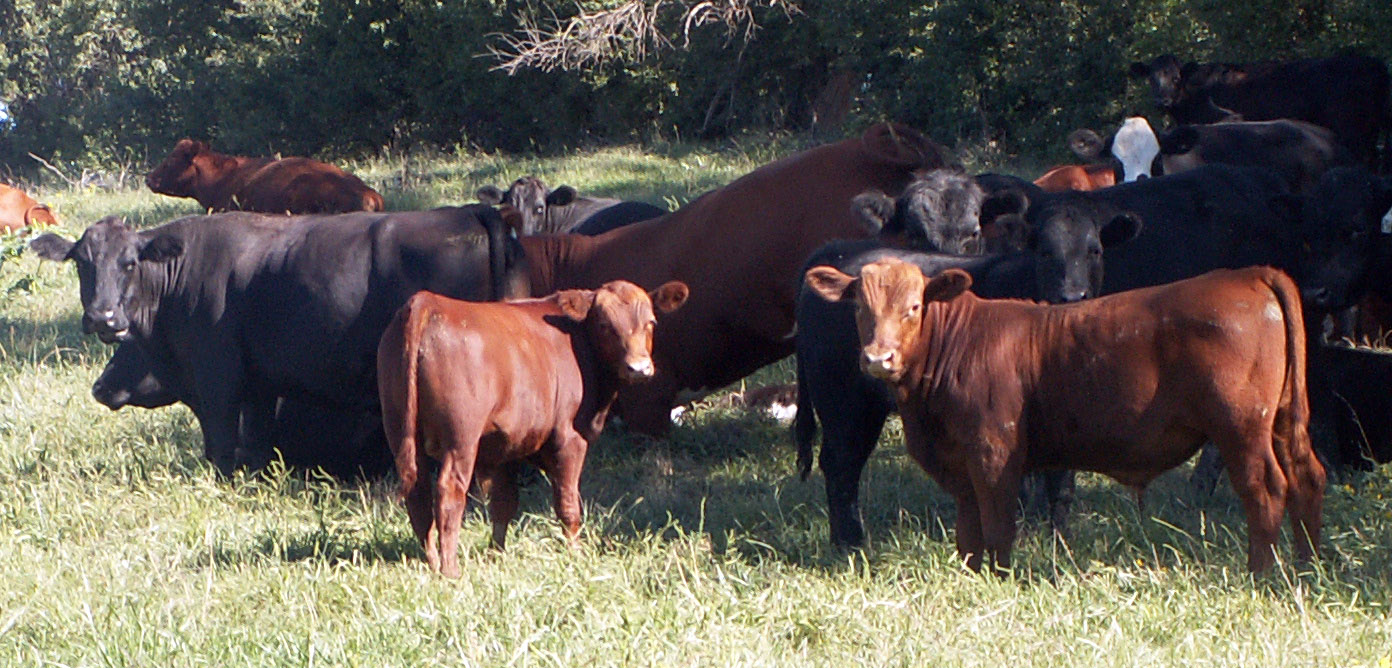
黒毛と赤毛のアンガス種の群れ

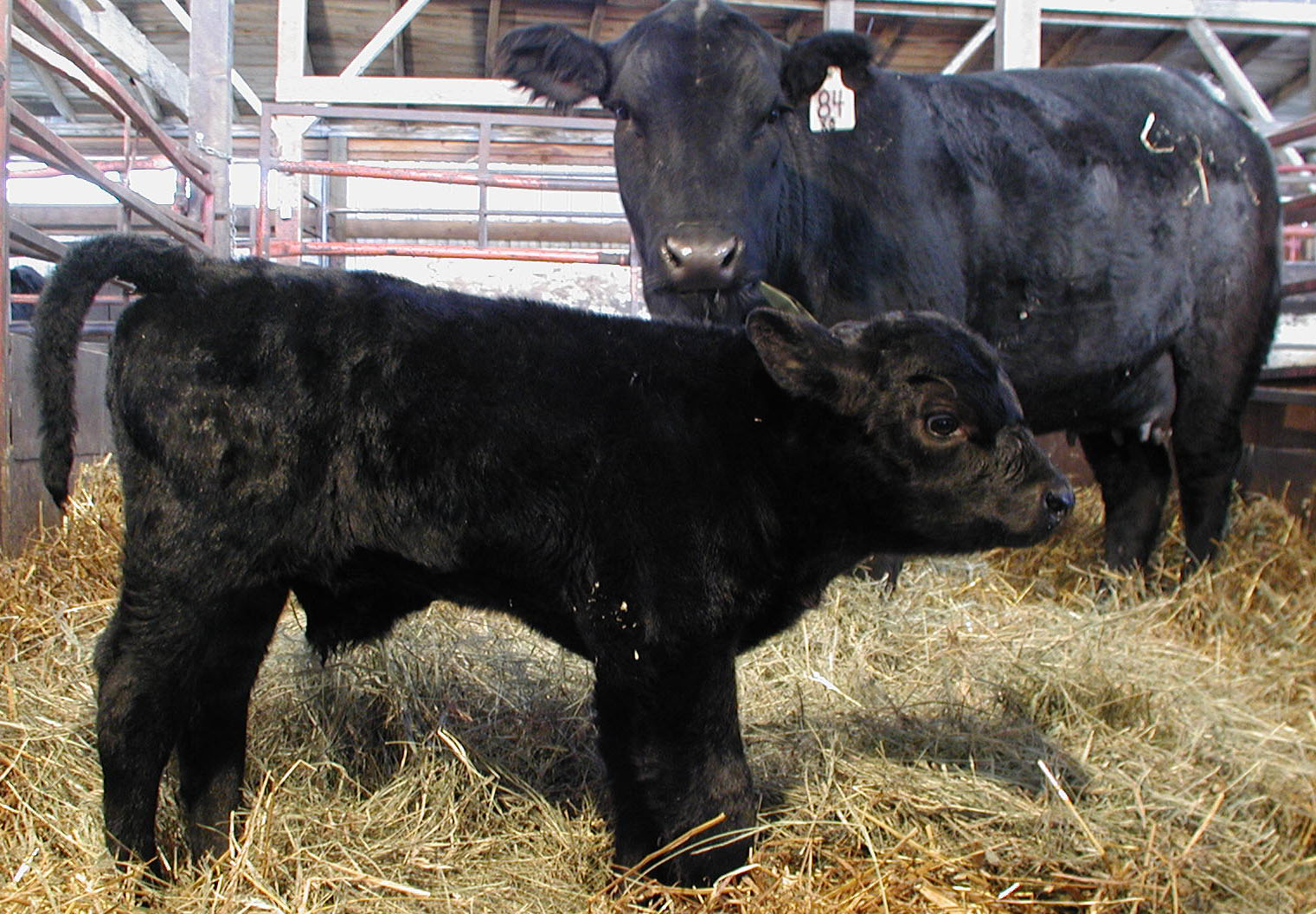
アンガス種の子牛

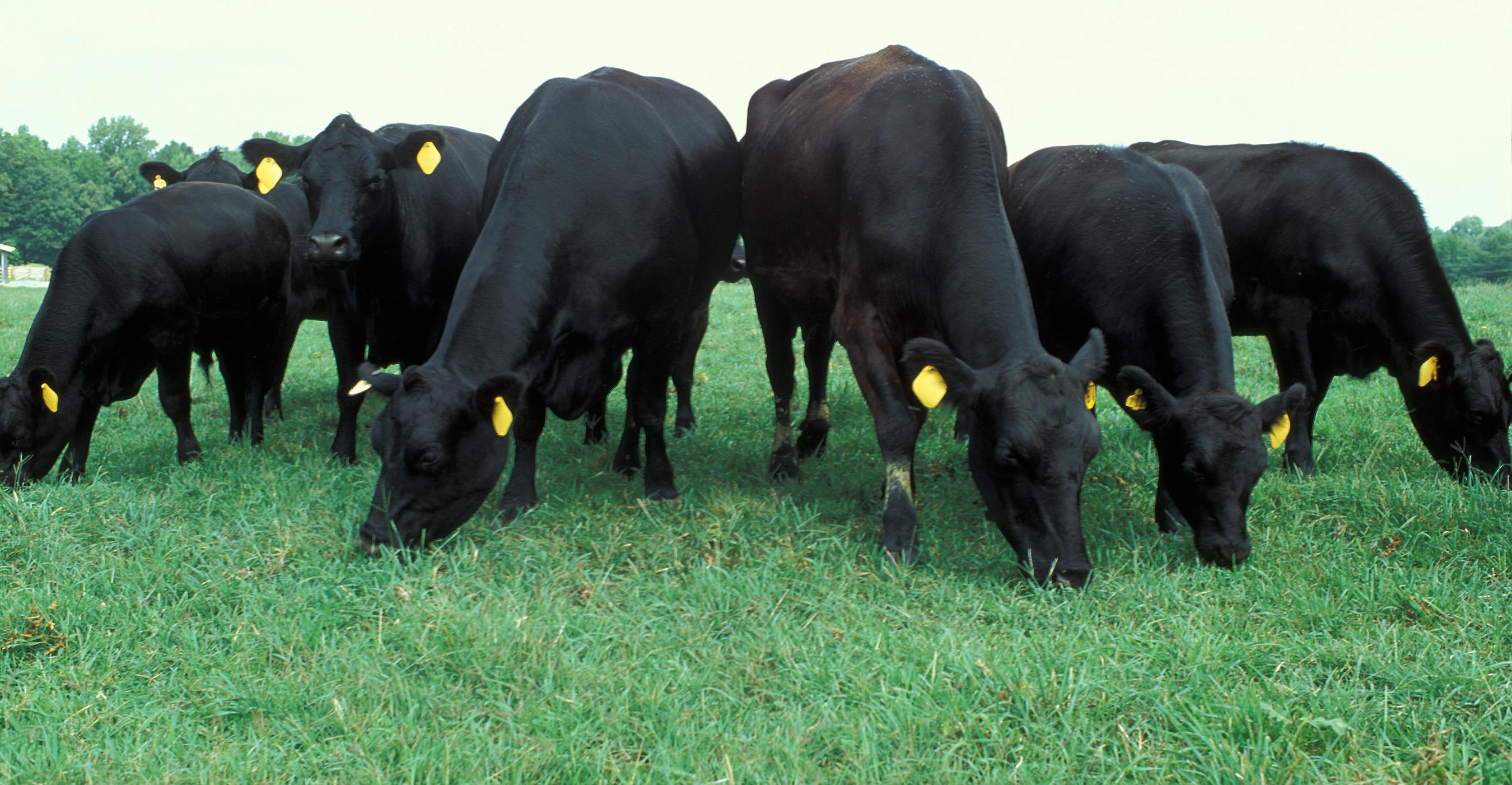
牧草を食べるアンガス

アバディーン・アンガス (Aberdeen Angus) は、牛の品種の1つ。肉牛として飼育され、アンガス牛、アンガス・ビーフとも呼ばれる。
スコットランド東部のアバディーンシャイア、アンガスの両州が原産地で、広く世界中に分布している。やわらかい肉が特徴で、この牛の出現により、牛肉料理は煮込み主体からステーキのような料理が広まることになった。ただし肉を柔らかくするためには、牧草だけでなく大量の穀物飼料を必要とする。目安として、1kg太らせるためには約8kgの飼料を必要とする。
成立が古いことで知られ、13世紀にすでに記録がある。登録は1820年に開始された。

## 身体・特徴
黒単色、無角が特徴であり、小型。成雌で125cm、550kgほど（雄で135cm、800kgほど）。枝肉歩留に重点をおいて改良されたので、一層肢が短くコンパクトな体型である。産肉能力は1日増体量800g、枝肉歩留72%。環境適応性でショートホーンに優り、飼いやすい。

## 利用
アンガス牛の主な用途は食用の牛肉で、肉は霜降りの外観により優れたものとして販売できる。オーストラリア、日本、イギリスを含む多くの市場で流通している。アンガス牛は、難産になる可能性を減らすために交雑育種にも使用される。短角が顕性遺伝子であるため、短角の仔牛を得る目的で交雑することもある。

### 商用
アメリカのファーストフード産業は、アンガス牛肉の優れた品質を促進するための広報キャンペーンを2000年代初頭から実施。マクドナルドは2006年、米国のいくつかの地域でアンガス牛肉を用いたハンバーガーの試用を開始した。このテストの後、同社はハンバーガーに対する顧客の反応は肯定的であるとして、2009年7月に米国全域でアンガス牛肉で作られたハンバーガーの販売を開始した。これに対応し、マクドナルドオーストラリアはオーストラリア産アンガスを用いて、グランドアンガス (Grand Angus) とマイティアンガス (Mighty Angus) の2つのアンガス牛バーガーの販売を開始した。
アメリカン・アンガス協会 (The American Angus Association = AAA) は、1978年に「認定アンガスビーフ」(Certified Angus Beef Program; CAB) 規格を制定し、「史上最良のアンガスビーフを作り出すこと。それ以上もそれ以下も望まない」と宣言した。この規格の目的は、アンガスビーフが他の品種の牛肉よりも品質が高いという考えを促進することだった。牛は、少なくとも51%が黒毛でアンガスの影響を受けているもの、黒毛のシンメンタール種 (Simmental cattle) と交雑種を含むものが、「認定アンガスビーフ」評価の対象となる。ただし、米国農務省 (USDA) の基準を上回る厳しい品質基準「認定アンガス牛肉」と表示されるためには、2007年1月に改良された次の10の基準すべてを満たす必要がある：
- 「適度な (Modest)」以上の脂肪交雑（霜降り肉）
- 「中 (Medium)」もしくは「細かい (fine)」脂肪交雑の肌理（きめ、texture）
- 月齢が30か月未満の成熟度「A」
- リブアイ（リブロースの中心で、最上級部位）面積が10–16平方インチ（約65–103 cm2）
- 体重1,050ポンド（約476kg）以下の温屠体枝肉重量 (hot carcass weight)
- 外側脂肪厚1インチ（約2.5cm）未満
- 優れた外観の筋肉質で、乳用牛の影響を制限
- 実質的に毛細血管の破裂が無く、優れた外観を保証
- ダークカッター（グリコーゲン不足による牛の筋肉の暗色化[10]）を排除し、均一な外観と風味を保証
- 柔らかさのばらつきを大きくするブラーマン種（Brahman cattle, アジア系交雑種）の影響を回避するため、頸部のこぶが2インチ（約5cm）超の枝肉を排除

アンガス牛の中でもCAB製品に認定されるのは2割弱である 。

## 日本国内での考察
1916年（大正5年）にスコットランドから輸入され、無角和種の改良に貢献した。その後は絶えていたが、1961年（昭和36年）にアメリカから輸入され、北海道・岩手・青森で1,500頭ほどまで増えたと報告されている。